# Монтегю, Джон Уильям, 7-й граф Сэндвич
Джон Уильям Монтегю, 7-й граф Сэндвич (англ. John William Montagu, 7th Earl of Sandwich; 8 ноября 1811 — 3 марта 1884) — британский пэр и консервативный политик. Он носил титул учтивости — виконт Хинчингбрук с 1814 по 1818 год.

## Происхождение и образование

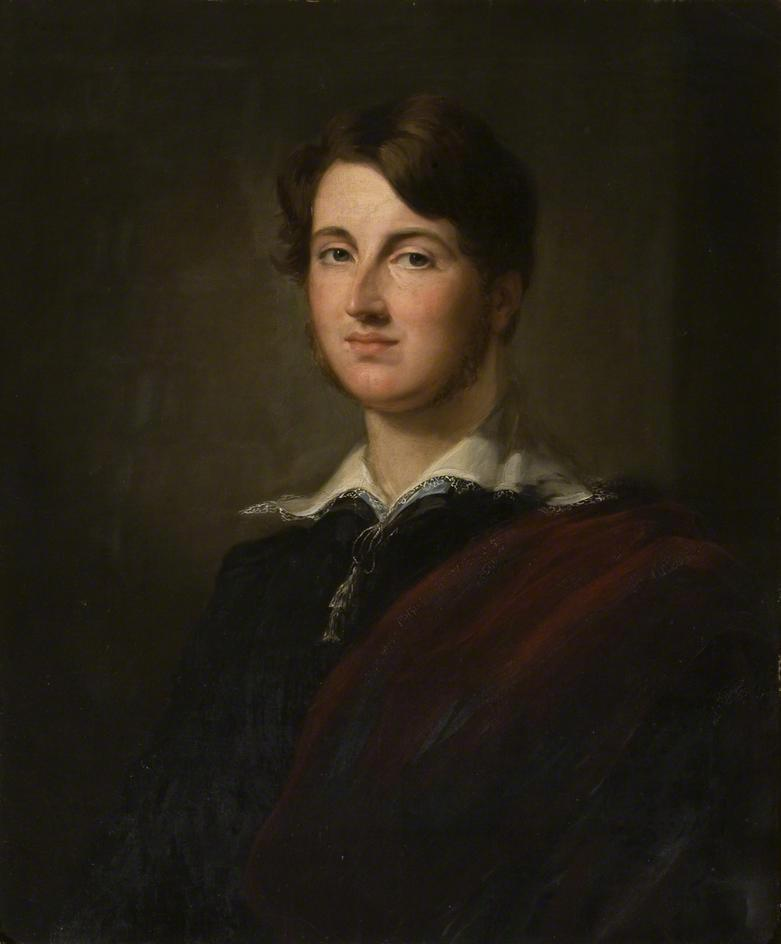
Граф Сэндвич в молодости, картина сэра Джорджа Хейтера.

Родился 8 ноября 1811 года. Единственный сын Джорджа Монтегю, 6-го графа Сэндвича (1773—1818), и его жены, леди Луизы Мэри Энн Джулии Харриет Лоури-Корри (1781—1862), дочери Армара Лоури-Корри, 1-го графа Белмора.
21 мая 1818 года после смерти своего отца шестилетний Джон Монтегю унаследовал титулы 7-го графа Сэндвича (Пэрство Англии), 7-го виконта Хинчингбрука в графстве Хантингдоншир (Пэрство Англии) и 7-го барона Монтегю из Сент-Неотса в графстве Хантингдоншир (Пэрство Англии).
Он получил образование в Итонском колледже и Тринити-колледже в Кембридже. Во время учебы в Кембридже он сыграл два первоклассных матча за крикетный клуб Кембриджского университета.

## Политическая карьера
Лорд Сэндвич занимал должность капитана Корпуса офицеров почётного эскорта в правительстве консерваторов графа Дерби в феврале-декабре 1852 года. В том же 1852 году он стал членом Тайного совета Великобритании. С 1858 по 1859 год — мастер гончих во втором правительстве графа Дерби. Помимо своей политической карьеры, он также был лордом-лейтенантом Хантингдоншира в 1841—1884 годах.
Полковник 5-го батальона Королевского стрелкового корпуса, адъютант королевы Виктории.

## Семья
Лорд Сэндвич был дважды женат. 6 сентября 1838 года он женился первым браком на леди Мэри Пэджет (? — 20 февраля 1859), дочери фельдмаршала Генри Уильяма Пэджета, 1-го маркиза Англси (1768—1854), и леди Шарлотты Кадоган (1781—1853). Дети от первого брака:
- Леди Энн Флоренс Аделаида Монтегю (? — 16 января 1940)[2], в 1876 году она вышла замуж за Альфреда Чарльза Данкомба.
- Леди Эмили Каролина Монтегю (? — 8 августа 1931)[2], в 1870 году она вышла замуж за достопочтенного сэра Уильяма Харта Дайка, 7-го баронета, от брака с которым у неё было шестеро детей.
- Эдвард Джордж Генри Монтегю, 8-й граф Сэндвич (13 июля 1839 — 26 июня 1916), старший сын и преемник предыдущего.
- Контр-адмирал Достопочтенный Виктор Александр Монтегю (20 апреля 1841 — 30 января 1915)[2]
- Достопочтенный Сидней Монтегю (12 августа 1842 — 4 апреля 1860)[2]
- Полковник Достопочтенный Оливер Джордж Паулет Монтегю (18 октября 1844 — 24 января 1893)[2].

27 декабря 1865 года лорд Сэндвич женился вторым браком на леди Бланш Эгертон (22 февраля 1832 — 20 марта 1894), дочери Фрэнсиса Эгертона, 1-го графа Элсмира (1800—1857), и Гарриет Кэтрин Гревилл. Второй брак был бездетным.
Лорд Сэндвич скончался в марте 1884 года в возрасте 72 лет, и его титулы унаследовал его старший сын от первого брака, Эдвард.